# Nagroda im. Hansa Christiana Andersena

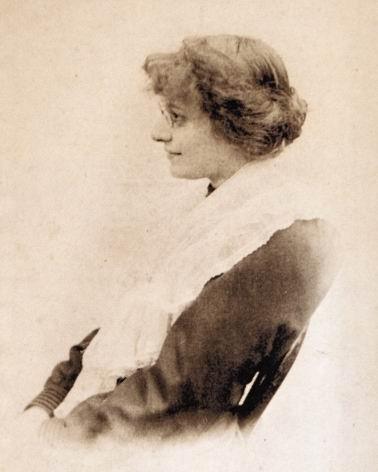
Eleanor Farjeon – pierwsza laureatka nagrody

Nagroda im. Hansa Christiana Andersena, właśc. Medal im. Hansa Christiana Andersena (duń. H. C. Andersen-medaljen) – wyróżnienie przyznawane co 2 lata przez Międzynarodową Izbę ds. Książek dla Młodych (IBBY) autorom i ilustratorom książek dla dzieci.

## Lista zdobywców nagrody

### Pisarze
- 1956 – Eleanor Farjeon (Wielka Brytania)
- 1958 – Astrid Lindgren (Szwecja)
- 1960 – Erich Kästner (Niemcy)
- 1962 – Meindert DeJong (Stany Zjednoczone)
- 1964 – René Guillot(inne języki) (Francja)
- 1966 – Tove Jansson (Finlandia)
- 1968 – James Krüss(inne języki) (Niemcy) oraz José María Sánchez Silva (Hiszpania)
- 1970 – Gianni Rodari (Włochy)
- 1972 – Scott O’Dell(inne języki) (Stany Zjednoczone)
- 1974 – Maria Gripe (Szwecja)
- 1976 – Cecil Bødker (Dania)
- 1978 – Paula Fox(inne języki) (Stany Zjednoczone)
- 1980 – Bohumil Riha(inne języki) (Czechosłowacja)
- 1982 – Lygia Bojunga Nunes(inne języki) (Brazylia)
- 1984 – Christine Nöstlinger (Austria)
- 1986 – Patricia Wrightson(inne języki) (Australia)
- 1988 – Annie M. G. Schmidt (Holandia)
- 1990 – Tormod Haugen(inne języki) (Norwegia)
- 1992 – Virginia Hamilton(inne języki) (Stany Zjednoczone)
- 1994 – Michio Mado (Japonia)
- 1996 – Uri Orlew (Izrael)
- 1998 – Katherine Paterson (Stany Zjednoczone)
- 2000 – Ana Maria Machado (Brazylia)
- 2002 – Aidan Chambers(inne języki) (Wielka Brytania)
- 2004 – Martin Waddell(inne języki) (Irlandia)
- 2006 – Margaret Mahy (Nowa Zelandia)
- 2008 – Jürg Schubiger(inne języki) (Szwajcaria)
- 2010 – David Almond(inne języki) (Wielka Brytania)
- 2012 – María Teresa Andruetto(inne języki) (Argentyna)
- 2014 – Nahoko Uehashi(inne języki) (Japonia)
- 2016 – Cao Wenxuan(inne języki) (Chiny)
- 2018 – Eiko Kadono(inne języki) (Japonia)
- 2020 – Jacqueline Woodson (Stany Zjednoczone)
- 2022 – Marie-Aude Murail (Francja)

### Ilustratorzy
- 1966 – Alois Carigiet (Szwajcaria)
- 1968 – Jiří Trnka (Czechosłowacja)
- 1970 – Maurice Sendak (USA)
- 1972 – Ib Spang Olsen (Dania)
- 1974 – Farshid Mesghali (Iran)
- 1976 – Tatjana Mawrina (ZSRR)
- 1978 – Svend Otto S. (Dania)
- 1980 – Suekichi Akaba (Japonia)
- 1982 – Zbigniew Rychlicki (Polska)
- 1984 – Mitsumasa Anno (Japonia)
- 1986 – Robert Ingpen (Australia)
- 1988 – Dusan Kállay (Czechosłowacja)
- 1990 – Lisbeth Zwerger (Austria)
- 1992 – Kvĕta Pacovská (Czechy)
- 1994 – Jörg Müller (Szwajcaria)
- 1996 – Klaus Ensikat (Niemcy)
- 1998 – Tomi Ungerer (Francja)
- 2000 – Anthony Browne (Wielka Brytania)
- 2002 – Quentin Blake (Wielka Brytania)
- 2004 – Max Velthuijs (Holandia)
- 2006 – Wolf Erlbruch (Niemcy)
- 2008 – Roberto Innocenti (Włochy)
- 2010 – Jutta Bauer (Niemcy)
- 2012 – Peter Sís (Czechy)
- 2014 – Roger Mello (Brazylia)
- 2016 – Rotraut Susanne Berner (Niemcy)
- 2018 – Igor Oleynikov (Rosja)
- 2020 – Albertine (Szwajcaria)
- 2022 – Suzy Lee (Korea Południowa)

Źródło.